# Tetragoneura pollux
Tetragoneura pollux är en tvåvingeart som beskrevs av Freeman 1951. Tetragoneura pollux ingår i släktet Tetragoneura och familjen svampmyggor. Inga underarter finns listade i Catalogue of Life.